# Tell Leilan

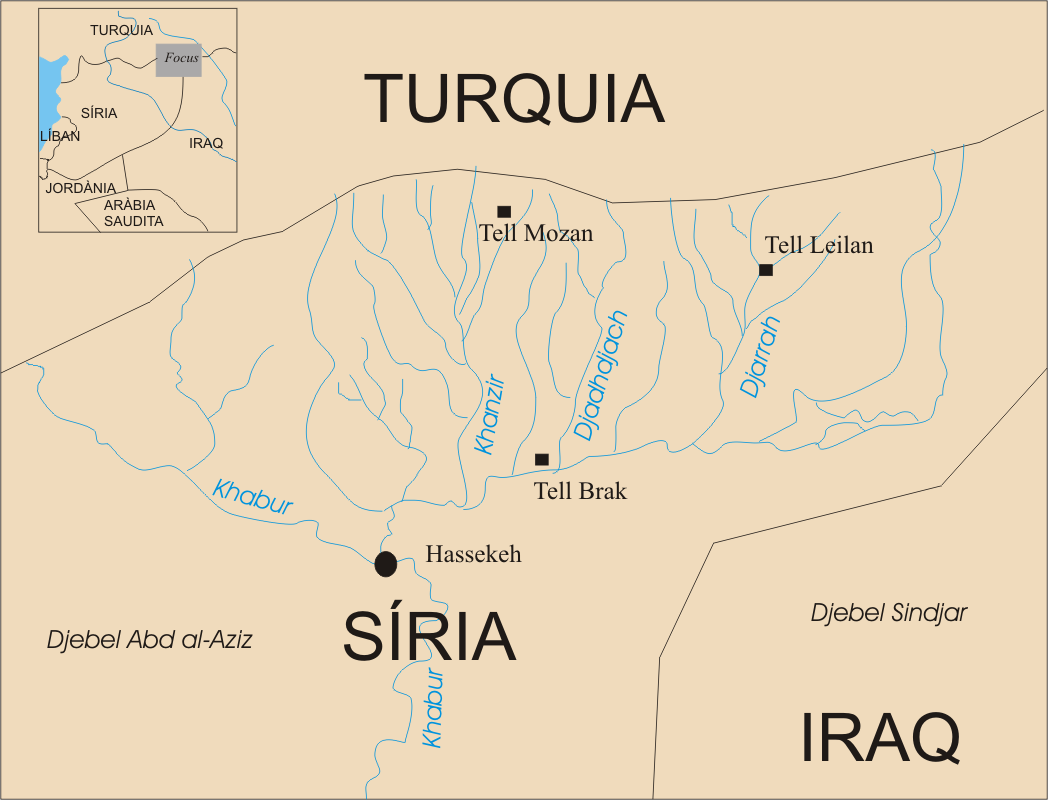
Situación.

Tell Leilan es un yacimiento arqueológico de Siria cerca del río Djarrah, un afluente del Jabur, en la gobernación de Hasaka.

## Geografía
El yacimiento está situado cerca de algunas otras ciudades florecientes de la época:  Hamoukar, está a unos 50 kilómetros al sureste; Tell Brak, a unos 50 km de distancia al suroeste y también ubicada en la cuenca del río Jabur; Tell Mozan (Urkesh), se encuentra a unos 50 km al oeste. Leilan, Brak y Urkesh fueron particularmente prominentes durante el período acadio.

## Historia
Presenta restos de ocupación desde el V milenio a. C., cuando era un pequeño pueblo agrícola y ganadero: En el tercer milenio,  creció y su nombre era Shekhna o Shehna (h. 2600 a. C.) y era una ciudad poderosa antes de la existencia del Imperio acadio fundado por Sargón I de Acad. Bajo este, los gobernantes locales perdieron el poder y la ciudad fue una de las que formó parte del imperio (hacia 2300-2200 a. C.). Pero en el siglo siguiente aparece despoblada y según la arqueología, coincidiendo con el hundimiento del imperio, se habría producido una sequía que modificó el clima durante unos tres siglos, y que alteró la forma de vida. La época coincide también con el establecimiento en la zona de los hurritas. La ciudad habría sido abandonada progresivamente y el último edificio ocupado se ha datado en el 2140 a. C. Estuvo inhabitada hasta circa el año 1900 a. C.
La región, que era conocida como Apum, fue paulatinamente repoblada a partir del 1900 a. C. y se convirtió en estación de la ruta comercial hacia Kültepe, pero no alcanzó a gozar de su importancia del pasado. La zona pasó al rey asirio Shamshiadad I (c. 1813-1781 a. C.) en torno a 1806 a. C., y el asirio consideró que tenía un gran potencial agrícola, refundó la ciudad, construyó un palacio  y le dio el nombre de Shubat-Enlil (Šubat-Enlil), que significa la "residencia del dios Enlil" en idioma acadio, y la convirtió en capital de su Estado. Allí se construyó un templo fortaleza, que comunicaba con la puerta de la ciudad por una calle pavimentada; se hizo una notable planificación del área residencial y el conjunto se rodeó con una muralla. Ocupaba unas 90 hectáreas y habría albergado hasta un máximo de 20.000 personas. 
Tras la muerte de Shamsiadad I, la ciudad probablemente permaneció en manos de su hijo y sucesor Ishme-Dagan, que residía en Ekallatum. Cada uno de los reyes de las ciudades-estados más cercanos quería incorporar la ciudad y el territorio a sus dominios. Samija, que seguramente era un oficial de Ishme-Dagan y gobernador de la ciudad, fue atacado repetidamente. Entre 1772 y 1762 a. C. hasta seis reyes la controlaron.
El primero fue Turum-Natki, que no se sabe cómo consiguió acceder al poder; es probable que hubiera sido un oficial de Ishme Dagan, independizado sobre el 1772 a. C.  con ayuda del reino de Andarig. Al cabo de un año, el trono pasó a su hijo Haya-Abum, instalado por el rey Qarni-Lim. Hacia el año 1170 a. C., ocupaba el trono Zuzu Shar-maat, igualmente entronizado por Qarni-Lim, y del que no se conoce la relación con los otros reyes; solo gobernó unos meses y murió al caerse desde la muralla.
Entonces se la disputaron Haya-Sumu de Ilansura de Karana, Zimri-Lim de Mari, Ishme-Dagan de Ekallatum y seguramente el mismo Qarni-Lim I de Andarig. Fue conquistadaada por los elamitas bajo el mando del general Kunnam, que la ocuparon durante unos cinco años. Una guarnición de Ešnunna se estableció en la ciudad.
Los elamitas perdieron la ciudad seguramente en una dura lucha como indican los restos arqueológicos con depósitos de ceniza y las tierras quemadas en el palacio, hacia el 1765 a. C. a manos del rey Atamrum de Allahad que la dominó hasta circa 1761 a. C. y después su hijo Himdiya: El palacio que había sido dañado, fue reconstruido. A partir de los años 1761-1750 a. C. no hay ninguna información sobre la ciudad; parece que gozó de estabilidad. Los documentos encontrados en el palacio mencionan tres gobernantes, que parecen pertenecer a una dinastía originaria de Dari-Epuh, que si llegó a reinar en Shubat-Enlil fue en el periodo del cual no existen noticias y se habría apoderado del trono y lo habría mantenido.
En esta época, el territorio de la ciudad era relativamente pequeño, limitado a la llanura del río Jabur. Se emprendieron campañas militares hacia el este y el sur, extendiendo su territorio hasta Hamoukar. Sus reyes se titulaban «reyes de Apum». El rey Mutija habría sucedido a su hermano Dari-Epuh hacia el 1750 a. C. Mientras estaba en el poder sus dos sobrinos dirigían las marcas fronterizas. Uno de estos sobrinos, Till-Abnu, lo sucedió en el trono en fecha desconocida, y renovó un tratado con los comerciantes de Aššur, que vivían en un barrio separado (no habían sido expulsados durante la ocupación elamita). Heredó el trono su hermano, Akun-Ashar o Iakun-Asar (Jakun-Asar), hacia el 1728 a. C.
En estos años, Shubat-Enlil prosperó, pero su prosperidad finalizó en 1726 a. C., cuando fue saqueada por Samsu-iluna de Babilonia y el rey Akun-Ashar murió en la contienda. La ciudad fue abandonada; algunos residentes u ocupantes temporales construyeron hornos, una plataforma de azulejos y algunas paredes encima de las ruinas, pero Shubat-Enlil fue definitivamente abandonada al cabo de poco años (hacia finales del siglo) y ya nunca más se volvió a ocupar.
Hacia 1595 a. C., esta región pasó a Mitanni.

## Arqueología
El asentamiento de Tell Leilan fue excavado en 1979 por un equipo estadounidense de la Universidad Yale dirigido por Harvey Weiss. Desde entonces se ha seguido investigando.
Entre los descubrimientos más importantes hay un archivo de 1100 tabillas de arcilla con escritura cuneiforme, de los soberanos de la ciudad. Datan del siglo XIII a. C. Es una relación del comercio con otros estados y la manera de administrar la ciudad. Los hallazgos de Tell Leilan se conservan en el Museo de Deir ez-Zor.